# Danh sách phố ma tại Arkansas
Đây là danh sách chưa hoàn chỉnh các phố ma tại tiểu bang Arkansas của Hoa Kỳ

## Danh sách
| Tên thị trấn    | Tên khác | Quận     | Thành lập | Giải thể | Hiện trạng                     | Remarks                                                                       |
| --------------- | -------- | -------- | --------- | -------- | ------------------------------ | ----------------------------------------------------------------------------- |
| Anderson Flat   |          |          |           |          |                                |                                                                               |
| Arkansas Post   |          | Arkansas | 1686      | 1863     | Nơi khô cằn, vùng được bảo vệ  |                                                                               |
| Bolding         |          | Union    |           |          |                                |                                                                               |
| Bruno           |          | Marion   |           |          |                                |                                                                               |
| Chalk Bluff     |          |          |           |          |                                |                                                                               |
| Daleville       |          |          |           |          |                                |                                                                               |
| Eros            |          | Marion   |           |          |                                |                                                                               |
| Four Gum Corner |          |          |           |          |                                |                                                                               |
| Fort Douglas    |          |          |           |          |                                |                                                                               |
| Graysonia       |          | Clark    | 1902      | 1951     | Tàn tích                       |                                                                               |
| Greenway        |          |          |           |          |                                |                                                                               |
| Kimberly        |          | Pike     | 1908      | 1911     | Được hợp nhất vào Murfreesboro |                                                                               |
| Lewisburg       |          | Conway   | 1831      |          |                                | Xưa là quận lỵ của quận Conway đến 1883.                                      |
| Monte Ne        |          | Benton   | 1901      | 1932     | Nằm dưới Hồ Beaver             |                                                                               |
| Napoleon        |          | Desha    |           |          | Chìm dưới nước                 | Xưa từng là quận lỵ của quận Desha                                            |
| Rush            |          |          |           |          |                                |                                                                               |
| Sneed           |          | Jackson  |           | 1929     | Nơi khô cằn                    | Bị lốc xoáy cấp F5 duy nhất ở tiểu bang tàn phá vào ngày 10 tháng 4 năm 1929. |
| Violett         |          | Arkansas |           |          | Nơi khô cằn                    |                                                                               |